# Plan B (2001)
Plan B ist eine US-amerikanisch-dänische Filmkomödie von Greg Yaitanes aus dem Jahr 2001.

## Handlung
Der Mafiachef Joe Maloni tötet seinen Buchhalter Frank, den er für unehrlich ihm gegenüber hält. Der Getötete war bei Joe verschuldet. Joe gibt Franks Witwe Fran den Job ihres Mannes, um die Schulden bei ihm abzuarbeiten.
Sechs Monate später geraten Joe und Fran in eine Schießerei, bei der Fran die Angreifer erschießt und somit Joe das Leben rettet. Daraufhin beauftragt Joe Fran mit Auftragsmorden, die sie jedoch aus Gewissensgründen nicht ausführt. Die Zielpersonen werden von Fran in das auf dem Lande befindliches Haus ihres Bruders gebracht. Dort wohnen sie zusammen, vor der Mafia versteckt.
Joe kommt nach drei Aufträgen dahinter, dass er von Fran getäuscht wurde. Er schickt einen seiner Leute, der die Leichen der Opfer sehen will. Die drei Männer stellen sich tot. Der geschickte Mann erweist sich als ein verdeckt ermittelnder FBI-Agent, der Joe überführen soll. Er offenbart Fran, dass er und nicht sie die Angreifer tötete, als sie und Joe in die Falle gerieten. Der Agent und sein Kollege statten Fran mit Abhörtechnik aus, mit der unvorsichtige Aussagen des erwarteten Joe aufgenommen werden sollen.
Als Joe kommt und sich wegen der Täuschung aufregt, kommt es zum Handgemenge. Joe wird getötet, die FBI-Agenten werden überwältigt und gefesselt. Die drei verschonten Opfer und Fran fahren gemeinsam weg, um ein neues Leben aufzubauen.

## Kritiken
Die Zeitschrift rtv bezeichnete den Film als „harmlosen Slapstick“.
Die Zeitschrift TV Spielfilm verspottete den Film mit den Worten: „Schlimmer kann Plan A nicht gewesen sein“. Sie spottete weiterhin, „statt witziger Story gibt's Keatons Dauergezappel“.

## Hintergrund
Die Drehbuchautorin schrieb die erste Version des Drehbuchs im Jahr 1991. Bis zur Verfilmung zehn Jahre später wurde das Drehbuch ungefähr 25-mal überarbeitet.